# Michael Schneider (organiste)
Pour les articles homonymes, voir Michael Schneider et Schneider.
Michael Schneider né le 4 mars 1909 à Weimar, mort le 26 novembre 1994 à Cologne, est un organiste et chef de chœur allemand.

## Biographie
Il fait des études musicales à la Musikhochschule de Weimar avec Bruno Hinze-Reinhold, Friedrich Martin et Richard Wetz (1927-1930). Il travaille à Leipzig avec Karl Straube, Kurt Thomas. Il bénéficie également de l'enseignement de Marcel Dupré pendant trois mois, en 1951.
Il est organiste d'abord à Weimar (1931-1934), puis à l'église Saint-Matthieu à Munich (1934-1936). Il enseigne à partir de 1936 à la Musikhochschule de Cologne. Il dirige la « Berliner Kantorei » (1942-1944) puis est nommé cantor à l'église Saint-Marc à Munich (1945-1951). Il dirige le « Musikverein der Stadt Bielefeld » (1951-1959), puis enseigne à la Musikhochschule de Berlin (1958-1965) et ensuite à la Musikhochschule de Cologne jusqu'à sa retraite en 1975, où il dirigeait le département de musique religieuse protestante et la classe d'orgue. Après 1975, on lui confia encore des activités pédagogiques.
Il a créé de nombreuses pièces de compositeurs contemporains, parmi lesquels Johann Nepomuk David, Karl Höller, Max Baumann, Hermann Schroeder ou Frank Michael Beyer.
Parmi ses élèves, on compte Jürg Baur, Paul Damjakob, Egidius Doll, Hans Eugen Frischknecht, Johannes Geffert, Klaus Germann, Rudolf Innig, Wolfgang Karius, Klaus Dieter Kern, Jon Laukvik, Heinz Lohmann, Stefan Palm, Roland Ploeger, Andreas Rothkopf, Almut Rössler, Hartmut Schmidt et Gerd Zacher.

## Source
- Alain Pâris, Dictionnaire des interprètes et de l'interprétation musicale au XXe siècle, Paris, Laffont, coll. « Bouquins », 2004 (réimpr. 1985, 1989, 1995), 4e éd. (1re éd. 1982), 1278 p. (ISBN 2-221-08064-5, OCLC 901287624, lire en ligne), p. 792.